# Wesertalsperre
Die Wesertalsperre bei Eupen, daher auch bekannt als Eupener Talsperre, ist das wichtigste (Trink-)Wasserreservoir Belgiens. Sie ist darüber hinaus ein beliebtes Ausflugsziel im Deutsch-Belgischen Naturpark Hohes Venn. Mit dem Bau der Staumauer wurde 1936 begonnen, durch politische und kriegsbedingte Verzögerungen konnte die Talsperre jedoch erst 1950 fertiggestellt und eingeweiht werden.

## Geschichte
Bereits in der Zeit, als die Region von 1795 bis 1815 unter französischer Besatzung stand, fanden erste Untersuchungen statt, um im Oberlauf der Weser und der Hill eine Talsperre zu errichten, die vor allem eine gleichmäßige Wasserversorgung gewährleisten sollte für die in jener Zeit florierende heimische Tuchindustrie, die sich entlang des Flusses in den Städten Eupen, Dolhain, Verviers, Hodimont und Ensival angesiedelt hatte. Zwar führten zu dieser Zeit die Weser und ihre Nebenflüsse nach jedem ergiebigen Regen und nach der Schneeschmelze genügend Wasser mit sich; aber durch die großräumige Trockenlegung der benachbarten Wälder und die Einführung der Forstkulturen kam es in den Zwischenphasen teilweise zur Austrocknung und infolgedessen auch zur Verschmutzung der Bäche, womit sie für die Tuchindustrie unbrauchbar wurden.
Doch erst Jahre nachdem die Region um Eupen ab 1815 preußisch und die Region um Verviers ab 1830 belgisches Hoheitsgebiet geworden war, wurde 1838 der Plan zum Bau einer Talsperre wieder aufgenommen. Da mit der neuen Staatenaufteilung der Oberlauf der Weser jetzt auf preußischem Gebiet lag und die Weser unterhalb von Eupen durch Belgien floss, gab es Schwierigkeiten mit den Zuständigkeiten und der möglichen Umsetzung. Somit dauerte es bis 1857, bis zunächst die Stadt Verviers den Ingenieur Eugène Bidaut (1808–1868) beauftragte, den Bau einer Talsperre im Einzugsbereich des Gileppe-Baches zu sondieren. Die ersten Ergebnisse seiner Untersuchungen zeigten, dass die Wassermengen den Erwartungen nicht entsprachen; somit kontaktierte die Stadt Verviers Julius The Losen, den Präsidenten der Handelskammer Eupen, um mit ihm wie ursprünglich geplant eine gemeinsame Talsperre, jetzt allerdings länderübergreifend, zu konzipieren. Bidaut nahm diese Überlegungen in seine Untersuchungen auf und legte sich auf ein Gebiet im Bereich des Zuflusses des Getzbaches in die Weser fest. Da dieses jedoch nur fünf Kilometer oberhalb des Eupener Ortsteils Haas in der Unterstadt lag, der mit seinen damals rund 3000 Einwohnern bei einem Dammbruch unmittelbar betroffen gewesen wäre, stieß das Vorhaben auf massive Skepsis der Eupener und der preußischen Regierung, die 1864 den Vorgang damit offiziell zu den Akten legte.
Dennoch versuchte in den 1880er Jahren der Eupener Bürgermeister Theodor Mooren in Zusammenarbeit mit dem Aachener Talsperrenbauer Otto Intze, den Bau der Wesertalsperre erneut zu planen; doch die preußische Regierung zeigte sich nach wie vor uninteressiert. Erst als nach dem Ersten Weltkrieg der Kreis Eupen und damit auch die Flüsse Weser und Hill dem belgischen Staat zugesprochen worden waren, wurden die Pläne ab 1920 wieder in Angriff genommen. Mit maßgeblicher Unterstützung des seit 1928 amtierenden Eupener Bürgermeisters Hugo Zimmermann und entsprechenden staatlichen Genehmigungen und Förderungen konnte schließlich 1936 unter Leitung des Chefingenieurs de Clerk mit dem Bau begonnen werden. Da während des Zweiten Weltkriegs in Zeiten der Besetzung Belgiens durch die Wehrmacht alle Arbeiten ruhten, konnte die Talsperre erst einige Jahre nach Kriegsende fertig gestellt und am 9. Februar 1950 durch Auguste Buisseret im Auftrag des durch Krankheit verhinderten Regenten Karl von Belgien eingeweiht und in Betrieb genommen werden. Ein Jahr später fand am 30. Juni 1951 separat noch die feierliche Einweihung der neuen Kläranlage am Fuße der Mauer durch den belgischen Minister Oscar Behogne statt.

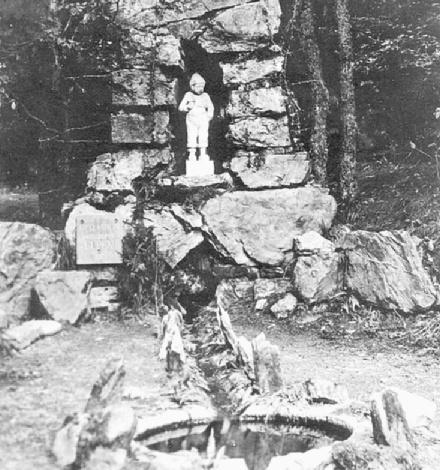
Spabrunnenmännchen vor dem Bau der Mauer

Vor dem Bau der Staumauer wurde das am gleichen Ort stehende Original des Spabrunnen-Männchens, das der Raerener Bildhauer Hubert Schiffer angefertigt hatte und das ursprünglich im Jahr 1910 in einer Grotte im Langesthal neben einer Quelle aufgestellt worden war, von einem Privatmann sichergestellt; es ist seit 2019 im neuen Stadtmuseum Eupen ausgestellt. Eine Replik wurde am Zusammenfluss von Weser und Hill in der Eupener Unterstadt aufgestellt.

## Anlage
Der Stausee wird von zwei Bächen gespeist: der belgischen Weser (französisch: Vesdre) und dem Getzbach. Zusätzlich ist die Sperre über einen 1,5 Kilometer langen Verbindungstunnel mit der Hill verbunden. Die Stauanlage wurde hauptsächlich errichtet, um die Trinkwasserversorgung der Region, die Regulierung der Weser und genügende Mengen Brauchwasser für die Industrie sicherzustellen. Die Staumauer wurde als Gewichtsstaumauer errichtet, die aus Betonblöcken zusammengesetzt wurde, die an Ort und Stelle gegossen wurden. Lediglich die etwa 2000 Meter Kontrollstollen im Inneren der Mauer wurden aus Stahlbeton gefertigt. Der Inhalt der Wesertalsperre beträgt ca. 25.000.000 m³ und die Brauchwasseraufbereitungsanlage am Fuße der Staumauer hat einen maximalen Ausstoß von täglich rund 82.500 m³.
Zusätzlich wurde ein kleines Wasserkraftwerk errichtet, das jährlich 3 bis 4 Millionen Kilowattstunden produziert. Außerdem wurden auf den Dächern der Kläranlage zahlreiche Solarmodule installiert, wodurch insgesamt der Betrieb der Anlagen größtenteils gesichert wird.
Um Verunreinigungen des Wassers möglichst zu vermeiden, wurde das gesamte Einzugsgebiet unter Schutz gestellt; es darf nicht landwirtschaftlich genutzt werden. Darüber hinaus wurden an den Enden der Seearme Wehre eingebaut, die grobe Beimischungen verhindern und eine erste Klärung bewirken sollen. Zusätzlich gilt bis auf vereinzelte Ausnahmen für den gesamten Seebereich absolutes Badeverbot sowie ein Verbot, Motor-, Segel- oder Ruderboote zu benutzen, mit Ausnahme der Boote des Yachtclubs.

## Wasserversorgung der Umgebung
Täglich stellt die Wesertalsperre 82.500 m³ aufbereitetes Trinkwasser bereit, mit denen u. a. das Eupener Land, das Herver Land, die Vororte von Lüttich und die Stadt Spa versorgt werden. Das aufbereitete Trinkwasser wird in einer unterirdischen Zisterne vorgehalten. Im Verbund mit der rund hundert Jahre älteren Gileppe-Talsperre beliefert die Wesertalsperre rund 450.000 Wasseranschlüsse. Die im Jahresverlauf unterschiedlichen Niederschlagsmengen machen es erforderlich, die Mindestmenge aufzustauen, welche für die Wasseraufbereitung benötigt wird. Bei Hochwasser können bis zu 230 m³ Wasser pro Sekunde kontrolliert abgeleitet werden. Um der ab 2008 geltenden EU-Trinkwasserverordnung zu genügen, wurde Ende 2009 eine Nanofilteranlage (Membrantechnik) errichtet. Diese soll den Gehalt des krebserregenden Trihalomethans, das bei höherem Zusatz von Chlor – aufgrund niedrigen Wasserstands und hoher Außentemperaturen – innerhalb des Leitungsnetzes entstehen kann, von 150 auf maximal 100 mg/m³ reduzieren. Durch die neue Anlage wurde gleichzeitig die durchschnittliche tägliche Trinkwasserproduktion von 55.000 auf 65.000 m³ erhöht.

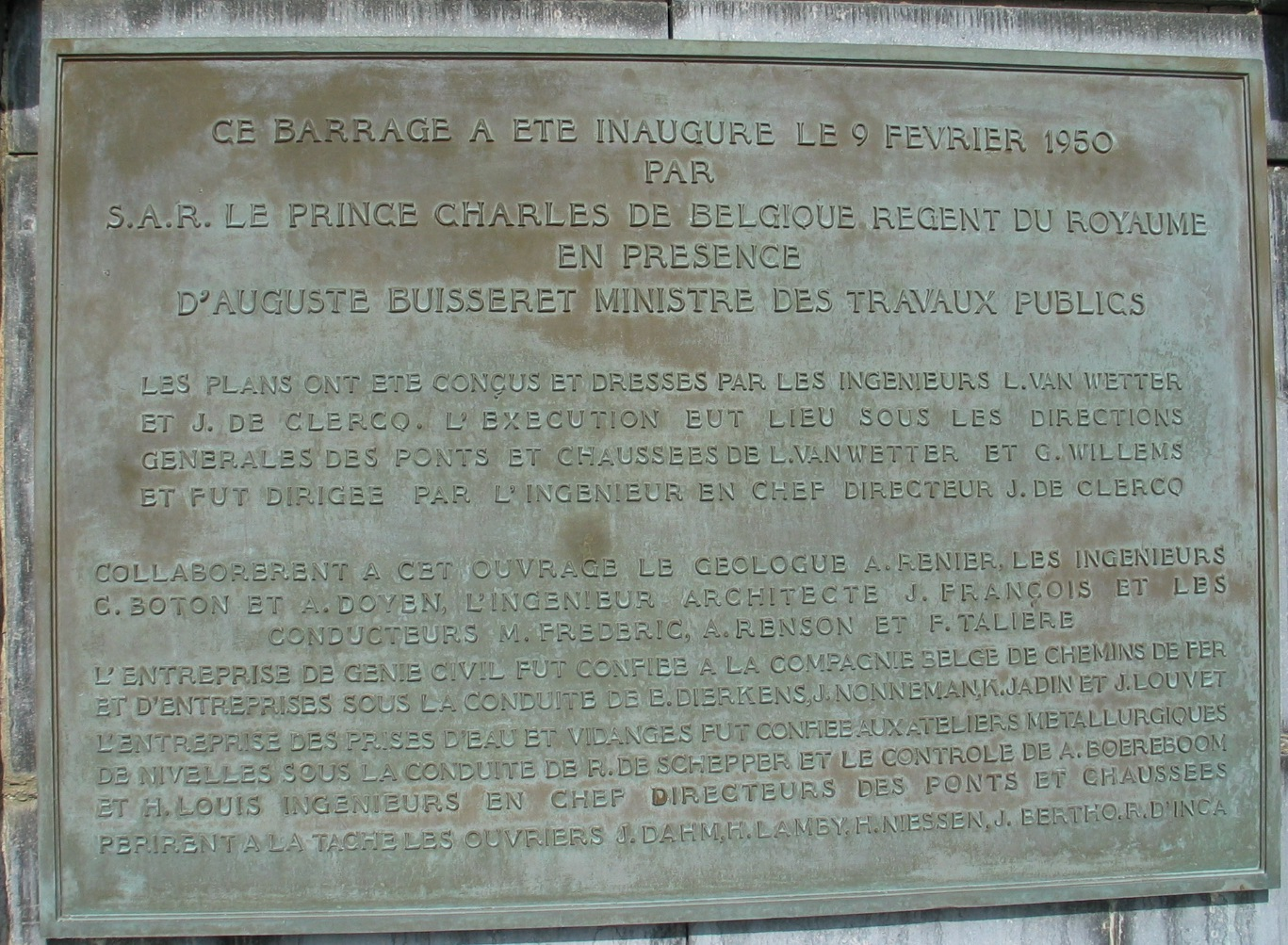
Gedenktafel der Einweihung
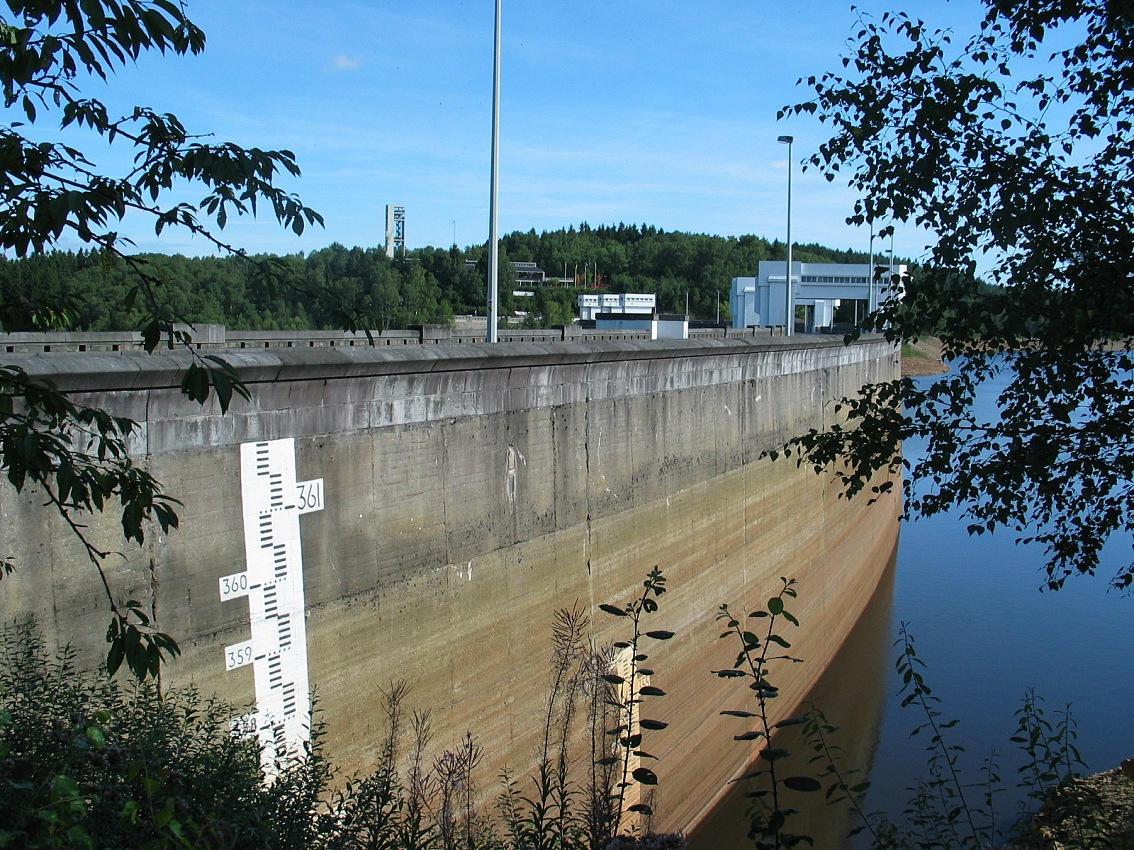
Staumauer, Pegelstand
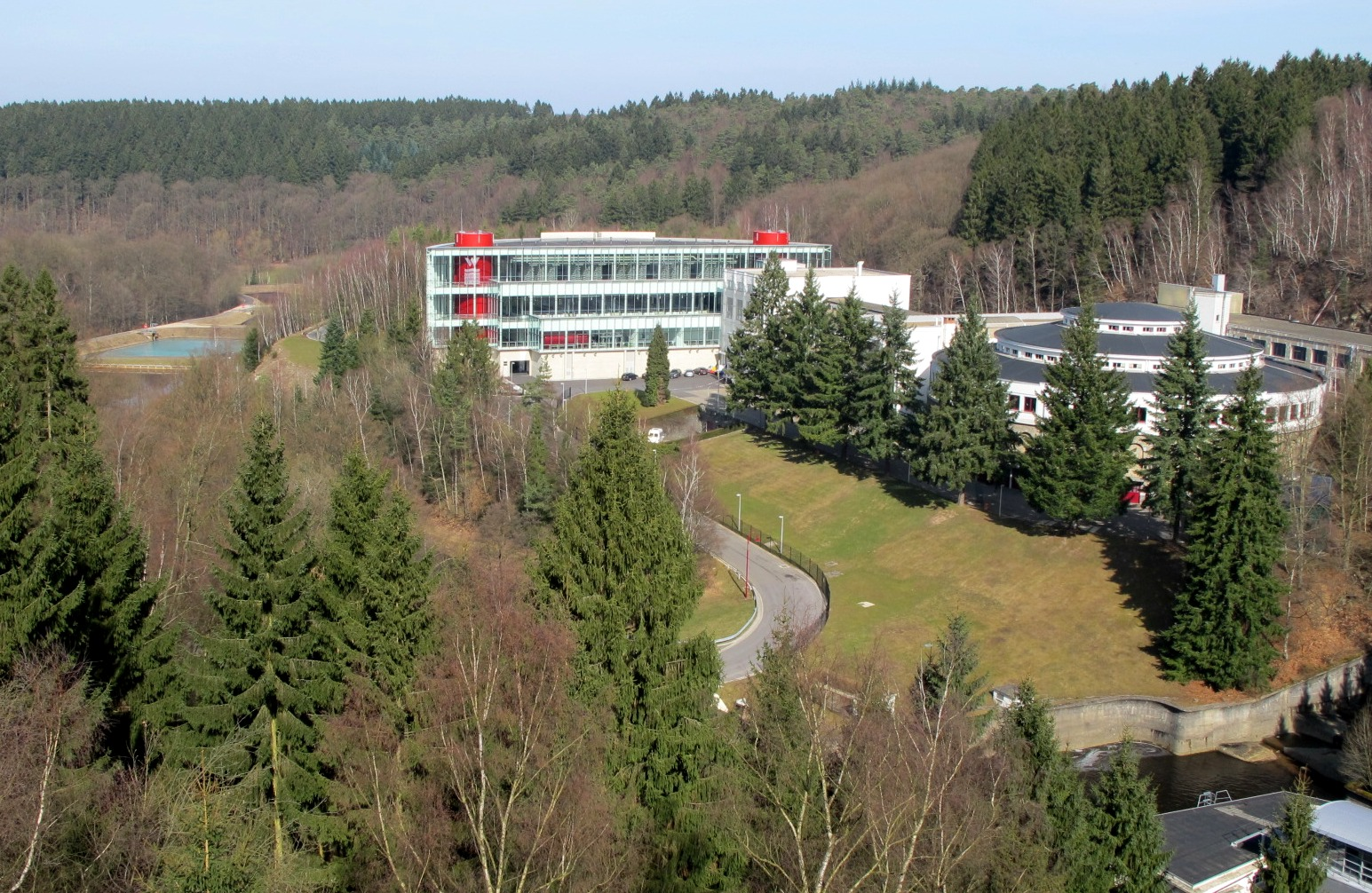
Gebäudetrakt für die Wasseraufbereitung und Stromversorgung
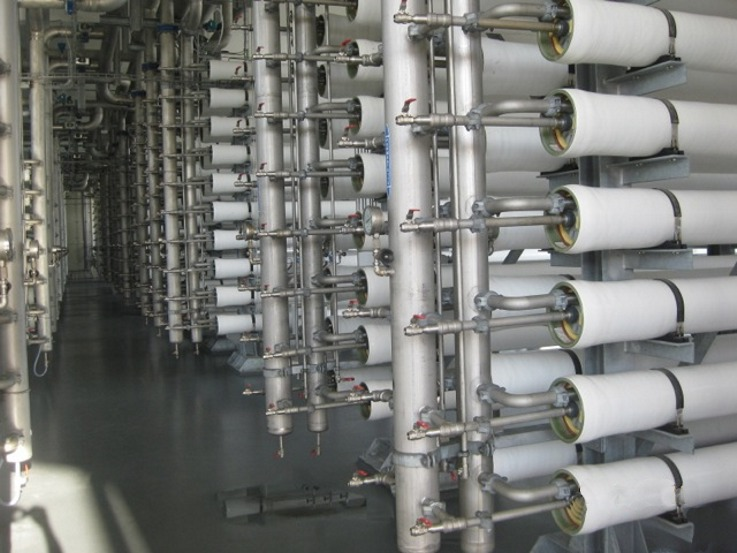
Membran-Filteranlage, Detailansicht
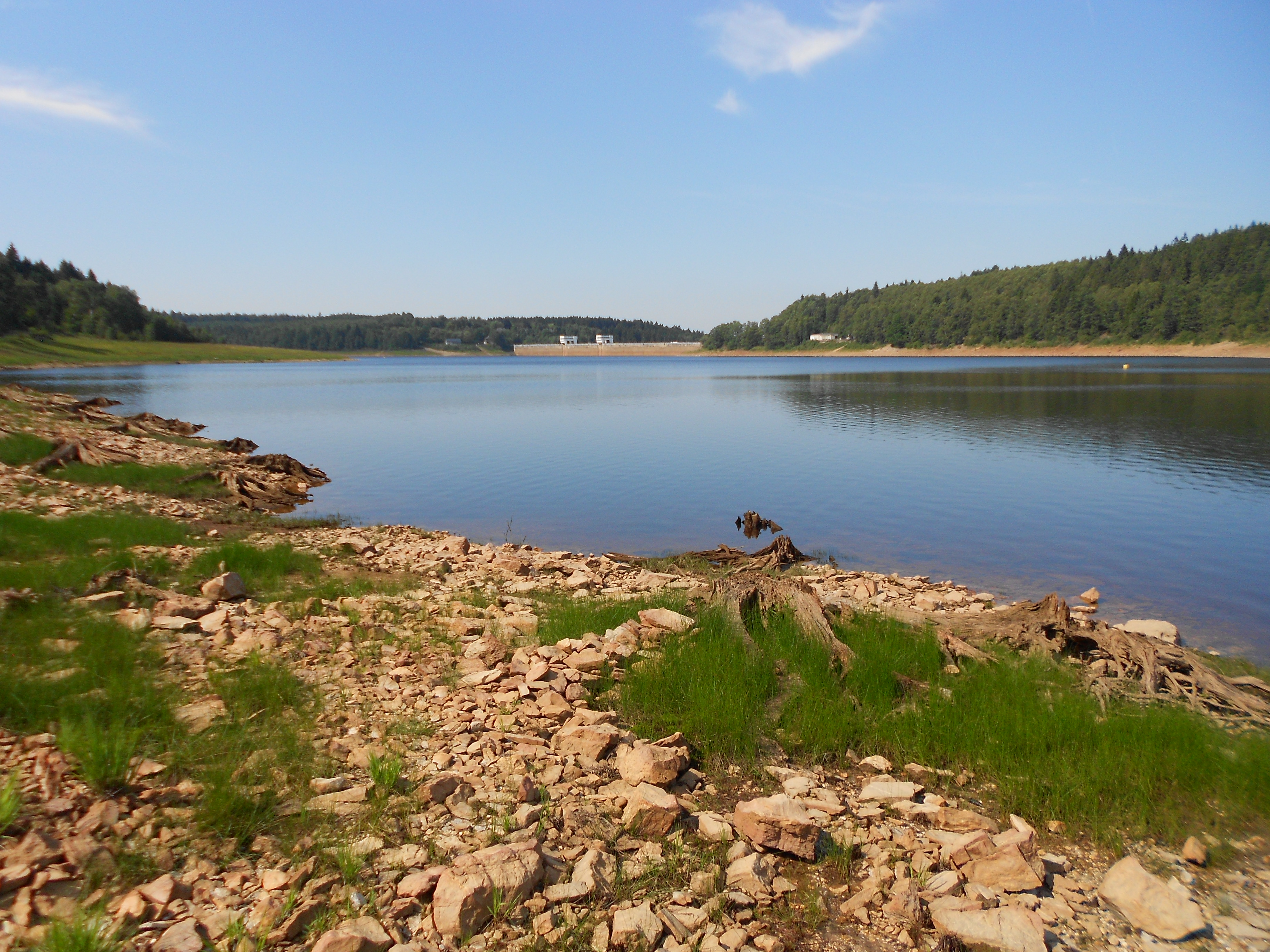
Talsperre bei Niedrigwasser
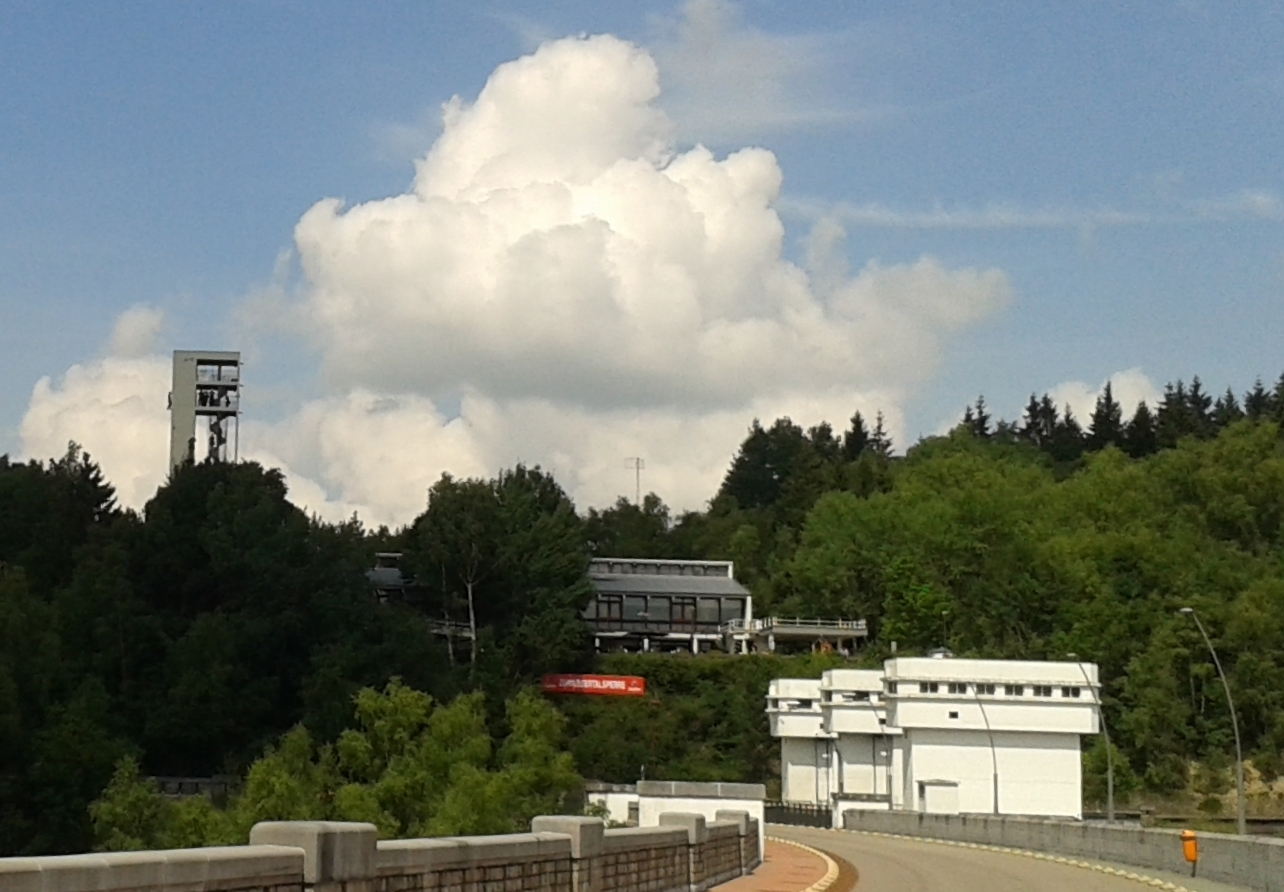
Besucherzentrum mit Kletter- und Aussichtsturm

## Tourismus

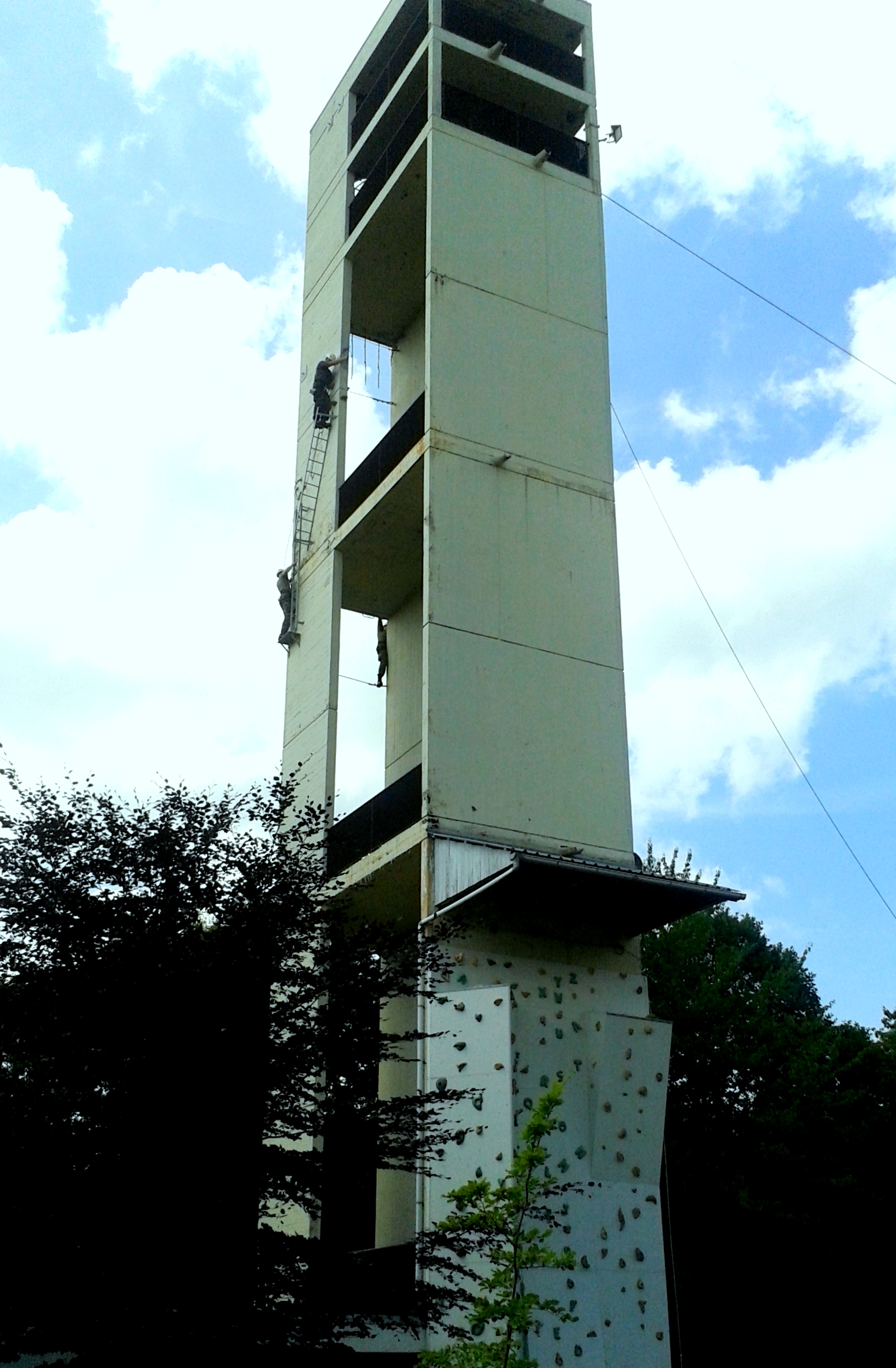
Kletter- und Aussichtsturm

Die Talsperre und die umliegenden Wälder sind ein attraktives Naherholungsgebiet mit zahlreichen Attraktionen für Touristen aus Eupen und dem Raum Aachen sowie aus den nahen Niederlanden. Die ausgedehnten Wälder des Hohen Venns mit direkter Anbindung zur Eifel auf deutscher Seite bieten zahlreiche Möglichkeiten für Wander- und Radtouren Richtung Roetgen, Mützenich, Haus Ternell oder der Botrange an. An der Talsperre selbst gibt ein Wasserlehrpfad Auskunft über die Geschichte und die technischen Daten der Talsperre, und ein Waldlehrpfad informiert über die heimische Tier- und Pflanzenwelt. Auf einem Plateau oberhalb der Mauer befindet sich das „Besucherzentrum Wesertalsperre“, das aus einem großen Waldrestaurant mit Außenterrassen und Spielplätzen sowie einem 33 Meter hohen Aussichtsturm besteht. Dieser wurde in den letzten Jahren zusätzlich zu einem Kletterturm umfunktioniert, der als Außenanlage unter der Leitung des „Sport- und Freizeitzentrums Worriken“ steht. Er kann sowohl für Freizeitkletterer als auch für das belgische Militär und hierbei im Besonderen für das in Eupen stationierte Königliche Militärinstitut für Leibeserziehung genutzt werden.